# Canon de 65 mm de montagne modèle 1906
Die Canon de 65 mm de montagne modèle 1906 war ein schnellfeuerndes französisches Gebirgsgeschütz kleinen Kalibers.

## Geschichte
Das Geschütz wurde im Arsenal de Bourges hergestellt und ersetzte die veraltete Canon de 80 modèle 1877. Das Ganze wurde in mehreren Lasten transportiert, die vom Gewicht her von Soldaten oder Tragtieren zu bewältigen waren. Es ermöglichte einen schnellen Schuss ohne Zielabweichung. Seine Konstrukteure ließen sich von den technischen Eigenheiten der Canon de 75 mm modèle 1897 anleiten.
Die Geschütze gingen an die französischen Gebirgsartillerie-Regimenter während des Ersten Weltkriegs, wobei die Einheiten an der Saloniki-Front bevorzugt wurden.
Ab dem Jahre 1920 wurde sie wegen beginnender Ineffektivität durch die Canon de 75 de montagne modèle 1919 ersetzt. In geringen Stückzahlen überdauerte sie bei der Armée des Alpes bis zum Beginn des Zweiten Weltkrieges.
Das Modell wurde an Griechenland geliefert, das es 1940 gegen die italienische Invasion einsetzte. Weitere Geschütze gingen an Albanien und zwischen 1919 und 1921 als 65 mm armata górska Schneider Ducrest wz.1906 an Polen.
Die von der deutschen Wehrmacht erbeuteten Geschütze wurden unter der Bezeichnung 6.5 cm Geb K 221 (f) eingesetzt.
Die israelischen Streitkräfte verwendeten eine unbekannte Anzahl während des Palästinakrieges unter der Bezeichnung Napoleonchik.
Als Ersatz wurden die Modelle Canon de montagne de 75 mm modèle 1919 und 1928 entwickelt.